# Franciscetta Hörth
Franciscetta Hörth SSpS (* 15. Juli 1903  als Sophie Hörth in Neusatz; † 15. März 1945 in Santo Tomas (Batangas), Philippinen) war eine deutsche Steyler Missionsschwester und Märtyrin.

## Leben
Sophie Hörth, jüngstes von 6 Kindern eines Landwirts, arbeitete als Dienstmädchen, zuletzt in einem Pfarrhaus in Rastatt. Sie trat am 10. September 1925 im Alter von 22 Jahren in Steyl in das Mutterhaus der Steyler Missionsschwestern ein und begann am 8. Juni 1927 das Noviziat unter dem Ordensnamen Franciscetta (Diminutiv von Franziska). Am 8. Juni 1929 legte sie ihre Zeitlichen Gelübde ab. Nach einer Ausbildung in der Herstellung von Paramenten reiste sie 1933 in die Philippinen-Mission, legte dort am 8. Mai 1934 ihre Ewigen Gelübde ab und wirkte in der Paramentik. Im Zuge der Rückeroberung der von den Japanern besetzten Philippinen wurde sie am 15. März 1945 südlich Manila in Santo Tomas, wohin man sich schutzsuchend zurückgezogen hatte, zusammen mit 14 Mitschwestern Opfer eines amerikanischen Bombenangriffs.

## Gedenken
Die Römisch-katholische Kirche in Deutschland hat Schwester Franciscetta Hörth als Märtyrin in das deutsche Martyrologium des 20. Jahrhunderts aufgenommen.